# 박승일 (군인)
박승일(朴昇日, 1920년~미상)은 대한민국 국군 장교로 6.25 전쟁에 참전하였다.

## 생애
1920년 함경남도 북청군에 태생으로 만주군 출신으로 광복 후 육군사관학교 1기생으로 입학하여 1946년 6월 15일 대한민국 육군 장교로 임관하였다. 
6·25전쟁 발발 후 제7사단 8연대장으로 영천 전투와 평양 탈환 전투에 참가하여 공을 세웠다. 
1950년 11월에 제7사단 5연대장으로 북진하던 중 평안남도 덕천 전투에서 중공군에게 포로가 되었다.
한편 평안남도 덕천·영원 전투에서 제2군단 예하 6사단, 7사단, 8사단 모두 괴멸적 타격을 입었고 6사단 19연대장 박광혁 중령, 7사단 5연대장 박승일 대령, 8사단 10연대장 고근홍 대령, 8사단 21연대장 김영노 중령 
이렇게 4명의 연대장을 맡고있던 영관급 장교들이 포로가 되거나 전사하였다.
국방부 공식 기록으로는 덕천 전투에서 전사로 처리되었지만 당시 7사단 직할 공병대 이기봉 하사가 박승일 연대장과 같이 중공군에게 생포되었고 그 후 생환하여 당시 포로가 되던 상황에 대해 1971년 중앙일보 기사에서 증언하였으며 덧붙여 학도병으로 자원하여 7사단 5연대에 배속되어 박승일 대령과 같이 평안남도 덕천 전투에서 포로가 되었다가 귀환한 박진홍 옹의 회고록 "돌아온 패자 - 6·25 국군포로 체험기"에 포로수용소에서의 목격담이 기술되어 있다.
덧붙여 8사단 21연대 소속 정훈장교로 포로가 되었던 최춘영 중위의 수기를 보면 벽동 포로수용소에서 같은 감방에 수감되었으며 1951년 5월과 7월 사이 아래와 같은 사건 이후
행방을 알 수 없다고 기술되어있다.
"이렇게 가까이 지내던 박승일 연대장에게 이변이 생겼다. 
벽동형무소에서는 매일 두 시간씩 소위 사상교육이라 하여 공산주의에 대한 교육을 시켰다. 그러나 포로들은 이를 달갑게 여기지 않고 할 수 없어 받고 있었다.
하루는 학습이 끝나고 간방에 모여 앉은자리에서 박승일 연대장은「동무들 우리가 고향으로 빨리 가는 길은 사상교육을 열심히 받아야 여기서 공산주의자로 전향된 거로 인정을 받게 됩니다. 
그때는 여기서 나가 인민군에 편입이 되면 어딜 가던 고향길이 가까워지는 겁니다. 그러니 학습시간에는 열심히 교육을 받고 절대로 거슬리는 질문이나 행동은 하지 말아야 합니다」라고 포로들에게 말했다.
연대장 말은 옳은 말이었다. 사병들은 한달 반만에 인민군에 편입시킨다고 100여명을 1차를 뽑아갔다.
나중에 안 일이지만 인민군에 편입된 포로들은 전선에 배치되면 탈출하여 국군으로 복귀하였다고 했다.
박승일 연대장은 이걸 암시한 말인데 그 다음날 박 연대장은 본부에 불려간 후 다신 감방으로 안 왔고, 그 후 소식을 알 길이 없었다.
이 일이 있은 후에야 우린 감방 안에 같이 있는 포로 중에 인민군에 매수되어 스파이 노릇을 하는 사람이 있다는 걸 알았지만, 그 사람이 누구인지는 알 수 없었다.
그날부터 포로들은 한방에 있는 사람을 서로 경계하고 입을 다물고 있어야 했다."
그러나 제2보병사단 32연대 소속 통신장교로 1951년 1월 경기도 가평군 화악산 전투에서 포로가 되었던 권경호 소위의 회고록 한국전쟁과 국군포로 - 지옥의 증언에는1951년 4월말경에 제10 포로수용소(일명 천마포로수용소)에 수감되었고 여기에서 박승일 연대장과 함께 같은 감방에서 포로 생활을 했다고 기술되어있다.
그리고 박승일 연대장이 포로수용소 최고 선임 장교로 북괴군의 집요한 세뇌공작과 회유를 뿌리치며 부하 국군 포로들을 계속 지휘하였는 다음과 같은 일화가 기술되어있다.
1952년 11월경부터 놈들은 우리를 최후수단으로 이용하려는 계택을 꾸몄다. 다름아닌 지령이다.
인민군 총사령부 정치보위부에서 지령을 하달시키는 자들이 수용소로 온다는 것이다.
지령도 여러가지이다.
'귀환하거든 부하를 데리고 월북하라.', '주요 부서를 파괴하라.', '군내 비밀을 탐색해서 월북하라.' 등의 어리석은 지령을 우리에게 내리는 것이다.
하룻밤에는 연대장 박승일 대령님이 중앙에서 온 정치보위부 요원에게 불려갔다가, 저녁 늦게 술에 취해 비틀거리며 감방으로 들어왔다.
"한 잔 했다네. 수법이 유치하더군. 술로서 나를 설득하면 내가 응할 것 같으냐. 바보 녀석들" 하시면서 
"이 몸이 죽고 죽어 일백번 고쳐 죽어도 넋이야 있건 없건 한번 먹은 일편단심 멸공만을 바라노라" 정몽주의 시조를 변조하여 읊으니,
 
우리는 "이 몸이 죽어가서 무엇이 될고하니 김일성 방안에 모기가 되었다가 김일성의 붉은 피를 송두리째 빨아다 대동강 푸른물에 흩어 줄까 하노라"

이렇게 즉흥적인 시를 만들어 보기도 했다. 연대장님은 이렇게 말씀하셨다.
"당신들 이제부터 주의하시오. 시기는 왔소이다. 그러나 잘 못하면 최후를 맞을 수도 있소. 알아서 일편단심 마음을 굳게 가지시오."
근데 이 말이 어디서 어떻게 누설되었는지 모를 일이다. 더군다나 고요한 밤이었고 우리 방에는 그런 사람이 없다고 생각되는데
이상하게도 다음날 연대장님이 다시 정치보위부에 불려가서 욕설, 협박,모욕을 받았다. 허나 이미 각오한 우리다.
고초만 겪고 돌아오신 연대장님은 우리에게 귀엣말로서 "만약, 누구든지 불려가면 요령껏 해서 빠저나오게. 그러지 못하거든 순응하되 돌아와서 모두에게 알려야 하네"라고 충고하셨다.
그렇게 하면 놈들의 수법을 우리가 파악하고 그때그때 대응하는 방침을 세울 수 있기에 우리가 무사히 살아서 남으로 가기만 하면 모든 것은 해결되는 것이다. 
연대장님은 무언으로서 우리의 주위를 살펴가며 방침을 세웠다.
그 후 1953년 1월 이후 박승일 연대장이 포함된 포로 4중대에서 제네바 협약에 의한 대우를 하라고 데모를 일으켰는데 데모 주동자들인
박승일 연대장, 6사단 7연대 부연대장 최영수 중령, 노 소령, 장 소령 외 모두 8명의 영관급 장교들이 북괴군에게 호출된 후  돌아오지 않아
이 사건 이 후 행방을 알 수 없었으며, 정전 이후 포로 교환 때 제10 포로수용소(일명 천마 포로수용소)에서 같이 생활했던 장교들 중 30퍼센트는 송환되지 않았다고 기술하였다.
정리하자면 박승일 대령은 1950년 11월에 덕천 전투에서 포로가 된 이후 벽동 포로수용소에 수감되었다가 1951년 제10 포로수용소(일명 천마포로수용소) 이송되어 여기서
포로 생활을 하다가 1953년 1월 이후 다른 포로수용소로 이송되었거나 사살된 것으로 보인다.
덕천 전투 후 함께 포로가 되었다가 귀환에 성공한 이기봉 하사는 박승일 대령이 여순 반란 당시 패잔병들이 지리산으로 들어갔을 때 박승일 대령이 그들을 산청서 섬멸했기 때문에 포로교환 때 송환이 안 되었던 것으로 추정했다.
한편 철원 승일교가 박승일 대령을 추모하기 위해 이름을 승일교로 지었다는 설이 있다.

## 같이 보기
- 6.25 전쟁의 대한민국 국군 포로
- 철원 승일교